# Christophe Lavainne
Pour les articles homonymes, voir Lavaine.
Christophe Lavainne, né le 22 décembre 1963 à Châteaudun (Eure-et-Loir), est un coureur cycliste français, professionnel de 1984 à 1992.
Lavainne est champion de France de cyclo-cross en 1988 et 1990 et troisième du championnat du monde en 1987 et 1989. Il est le premier cycliste d'Eure-et-Loir vainqueur d'une étape du Tour de France en remportant la sixième étape en 1987. Il remporte aussi à deux reprises le Tour de Luxembourg. Il est contraint d'arrêter sa carrière à 29 ans pour raison médicale. Il cumule notamment dix-huit titres de champion de France toutes disciplines confondues.

## Biographie

### Débuts au VC dunois
Vers douze-treize ans, Christophe Lavainne s'inscrit à l'école de cyclisme du Vélo Club dunois à Châteaudun, sa ville natale. Rapidement, celui qui a été viré du club de football, montre des conditions physiques de sportif, avec un organisme au-dessus de la moyenne. Avec cinq amis, il découvre le vélo même si la première année est difficile. Dans les catégories jeunes, le sociétaire du VCD présente un palmarès qui s'étoffe crescendo,. Comparé à une voiture diesel, plus les distances s'allongent, plus il devance ses adversaires. Ces succès sont d’autant plus méritoires qu'il est de fin d'année, rendant donc un an à la plupart de ses concurrents.
En juniors, Lavainne devient champion de France en poursuite individuelle sur piste, remporte le challenge national sur route et est sacré champion de France scolaire. En affrontant les seniors, malgré ses seize ans, sa réussite est tout aussi insolente. Il est appelé à se mesurer aux coureurs de 1e catégorie. Le 2 mai 1982, il s'aligne sur la plus ancienne des courses de ville à ville, Paris-Rouen. Il remporte cette classique très prisée des amateurs. Il a alors dix-huit ans et vient de passer en 1e catégorie.
Lors du Tour du Vaucluse 1983 open, une chute interrompt sa carrière pendant quatre mois. Son but est alors d'être sélectionné pour les JO 1984 à Los Angeles. Mais son père connaît un grave problème de santé et Christophe pense arrêter le cyclisme pour travailler. Cyrille Guimard s'arrange alors pour le faire signer coureur professionnel. Il abandonne du même coup ses rêves de JO. Dans l'équipe Renault-Elf, Lavainne rejoint Laurent Fignon, Greg LeMond, Charly Mottet et Marc Madiot.

### Débuts professionnels (1984-1986)
En cette première saison professionnelle, bien qu'il doive rouler pour ses leaders en tant qu'équipier, ses résultats sont honorables. 2e des Boucles des Flandres, puis 4e du Tour de Vendée, il est aligné au Tour de Luxembourg. Second du prologue, sa régularité et ses qualités de puncheur-rouleur lors des quatre autres étapes lui permettent de s'imposer au classement général. En 1985, il décroche deux places d'honneur (3e du Paris-Camembert et 2e d'une étape de la Route du Sud) avant de s'illustrer de nouveau au Tour de Luxembourg. Parti dernier avec le dossard n°1 du prologue en tant que dernier vainqueur, il remporte le seul contre-la-montre individuel de sa carrière. Le 28 juin, il est au départ du Tour de France 1985 mais abandonne lors de la 14e étape.
1986 marque un cran dans la progression de Christophe Lavainne, qui court désormais sous les couleurs de Système U mais toujours sous la houlette de Cyrille Guimard. Il est aussi encore l'équipier de Laurent Fignon,. 3e du Grand Prix de Denain, 2e d'une étape de Tirreno-Adriatico, il prend le départ du Tour de France 1986. Après un bon prologue (27e), il remporte le contre-la-montre par équipes lors de la seconde étape avec ses camarades. Christophe montre ensuite qu'il tient la distance d'une course de trois semaines avec la 2e place de la 14e étape.

### Acteur majeur du Tour de France avant fin précoce (1987-1991)
L'hiver 1987 annonce ans la meilleure saison de Lavainne. Le 11 janvier, il devient vice-champion de France de cyclo-cross. Deux semaines plus tard, il grimpe sur le 3e marche du podium des championnats du monde de la discipline. Il s'adjuge ensuite la 4e étape du Circuit de la Sarthe. Un extremis, Guimard le sélectionne pour le Tour de France 1987 où il encore équipier de Fignon. Le 6 juillet, courte 6e étape dans les cols des Vosges, Lavainne fait partie d'une échappée à neuf coureurs. À 32 kilomètres de l'arrivée, alors que la télévision prend l'antenne, il attaque et n'est pas suivi. Raul Alcala contre-attaque à 10 km de la fin, la poursuite est sans merci car le Dunois joue à la fois la victoire d'étape et le maillot jaune puisqu'il est leader virtuel. Il s'impose et devient le premier coureur d'Eure-et-Loir à remporter une étape du Tour de France. Il lui manque 36 secondes pour prendre le maillot jaune mais il se place à la deuxième position du classement général. Il y reste jusqu'à la 10e étape. Outre une 7e place au sprint à Bordeaux, il décroche la 3e place de la 20e étape menant à l'Alpe d'Huez. L'Eurélien termine 40e du général et remporte le classement par équipe avec Système U.
En 1988, Lavainne est en duel avec Martial Gayant, ancien coéquipier chez Système U, pour le titre de champion de France de cyclo-cross. Le duel, qui marque également une rivalité entre les deux équipes, est remporté au sprint par Lavainne,. Sélectionné en équipe de France pour le championnat du monde sur route, il se retrouve seul Français avec Fignon dans une échappée d'une vingtaine d'hommes. Performant sur le plat malgré ses difficultés sur le talus, Lavainne se relève au pied de la bosse dans le dernier tour, « j'avais fait mon boulot de coéquipier », sauf que Fignon a lâché prise avant. Le vainqueur Maurizio Fondriest lui dira « Tu aurais dû attaquer on ne t'aurait jamais revu ».
L'année suivante, il termine de nouveau troisième du championnat du monde de cyclo-cross masculins avant un troisième titre national en 1990. Lors de cette année 90, il défend les couleurs de l'équipe Castorama et frôle la victoire d'étape au Giro à l'arrivée de Sora, puis dans l'étape Poitiers-Nantes du Tour de France où il croit l'emporter,.
Sa dernière saison 1991 le voit bien se comporter au Tour du Haut-Var (4e) et à Gand-Wevelgem (19e). Il s'échappe sur Paris-Tours et compte 28 minutes d'avance à mi-course sur un peloton apathique, où personne ne roule. Il est finalement repris dans les derniers kilomètres. Ses problèmes aux sinus le contraignent à arrêter le vélo à seulement 29 ans. Il cumule notamment dix-huit titres de champion de France toutes disciplines confondues.

### Reconversion
Sa reconversion est difficile avec plusieurs petits boulots, notamment comme agent commercial, mais aussi des retours chaque mois de juillet sur les routes du Tour de France comme chauffeur. Après avoir résidé pendant quatorze ans à Avignon puis La Gacilly, Christophe Lavainne retrouve son Eure-et-Loir natale en 2015 où il officie comme directeur sportif de l'équipe du Vélo Sport chartrain.

## Palmarès sur route

### Palmarès amateur
- 1982
  - Paris-Rouen
- 1983
  - Circuit de la vallée de la Loire
  - 2e de Paris-Vierzon
  - 2e de Paris-Dreux

### Palmarès professionnel
| - 1984 - Classement général du Tour de Luxembourg - 2e des Boucles des Flandres - 1985 - Prologue du Tour de Luxembourg - 3e de Paris-Camembert - 1986 - 2e étape du Tour de France (contre-la-montre par équipes) - 3e du Grand Prix de Denain - 4e de Tirreno-Adriatico - 1987 - 4e étape du Circuit de la Sarthe - 6e étape du Tour de France | - 1988 - 1re étape du Tour d'Irlande - 3e du Grand Prix de Mauléon-Moulins - 1989 - 2e étape du Tour de France (contre-la-montre par équipes) - 1990 - Classement général du Tour de Luxembourg - 1992 - 3e et 5e étapes du Herald Sun Tour - 2e étape du Mazda Tour - 2e du Trio normand |  |

### Résultats sur les grands tours

#### Tour de France
7 participations
- 1985 : hors délais (15e étape)
- 1986 : 88e, vainqueur de la 2e étape (contre-la-montre par équipes)
- 1987 : 40e, vainqueur de la 6e étape
- 1988 : 67e
- 1989 : 64e, vainqueur de la 2e étape (contre-la-montre par équipes)
- 1990 : abandon (14e étape)
- 1991 : 92e

#### Tour d'Italie
1 participation
- 1990 : 94e

#### Tour d'Espagne
2 participations
- 1986 : 67e
- 1987 : 69e

## Palmarès en cyclo-cross
| - 1986-1987 - 2e du championnat de France de cyclo-cross - Médaillé de bronze du championnat du monde de cyclo-cross - 1987-1988 - Champion de France de cyclo-cross - 5e du championnat du monde de cyclo-cross - 1988-1989 - Vainqueur du cyclo-cross de Rumelange - Vainqueur du cyclo-cross de Pétange - 3e du championnat de France de cyclo-cross - 5e du championnat du monde de cyclo-cross | - 1989-1990 - Champion de France de cyclo-cross - 1990-1991 - 10e du championnat du monde de cyclo-cross |  |